# روب كيرنان
روب كيرنان (بالإنجليزية: Rob Kiernan)‏ (13 يناير 1991 في المملكة المتحدة - ) هو لاعب كرة قدم أيرلندي في مركز قلب الدفاع. شارك مع منتخب جمهورية أيرلندا تحت 19 سنة لكرة القدم ومنتخب جمهورية أيرلندا تحت 20 سنة لكرة القدم ومنتخب جمهورية أيرلندا تحت 21 سنة لكرة القدم ومنتخب جمهورية أيرلندا لكرة القدم. أما مع النوادي، فقد لعب مع برادفورد سيتي وبرمنغهام سيتي ونادي أكرينغتون ستانلي ونادي برينتفورد ونادي بيرتن ألبيون ونادي رينجرز ونادي ساوثيند يونايتد ونادي كيلمارنوك ونادي واتفورد وويكمب وندررز وويغان أتلتيك ويوفل تاون.

## وصلات خارجية
- روب كيرنان على موقع الاتحاد الأوربي (الإنجليزية)
- روب كيرنان على موقع قاعدة بيانات كرة القدم.إي يو (الإنجليزية)
- روب كيرنان على موقع Soccerbase.com (لاعب) (الإنجليزية)
- روب كيرنان على موقع Soccerway.com (الإنجليزية)
- روب كيرنان على موقع عالم كرة القدم.نت (الإنجليزية)